# Bibliothèque municipale de Vaasa
La bibliothèque municipale de Vaasa (finnois : Vaasan kaupunginkirjasto) est une bibliothèque du quartier Keskusta de Vaasa en Finlande.

## Présentation
Les points d'accueil sont:
- Bibliothèque principale
- Huudi
- Bibliothèque de Merikaarto
- Bibliothèque de Palosaari
- Bibliothèque de Sundom
- Bibliothèque de Suvilahti
- Bibliothèque de Variska
- Bibliothèque de Vähänkyrö
- Bibliothèque de Tammikartano
- Bibliothèque de l'hôpital de l'ancien Vaasa